# Universal Carrier
O Universal Carrier, também conhecido como o Bren Gun Carrier por causa da metralhadora Bren equipada a ele, foi um veículo blindado de transporte pessoal comum durante a segunda guerra mundial, construído por Vickers-Armstrongs e outras companhias.
O veículo foi amplamente utilizado pelas forças armas da Commonwealth durante a Segunda Guerra Mundial. Eles geralmente eram usados para transportar pessoal e equipamento, principalmente armas de apoio, ou como plataformas para metralhadoras. O Universal Carrier teve cerca de 113.000 construídos até 1960 no Reino Unido e no exterior, é o veículo de combate blindado mais produzido da história.

## Produção

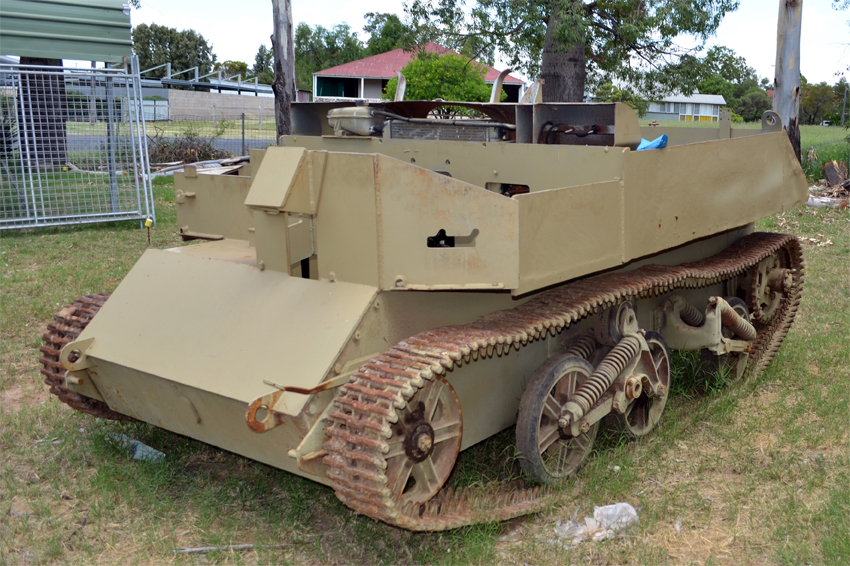
Universal Carrier equipado com uma metralhadora construído na Austrália exibido no Clube da Liga de Retorno e Serviços em Roma, Queensland

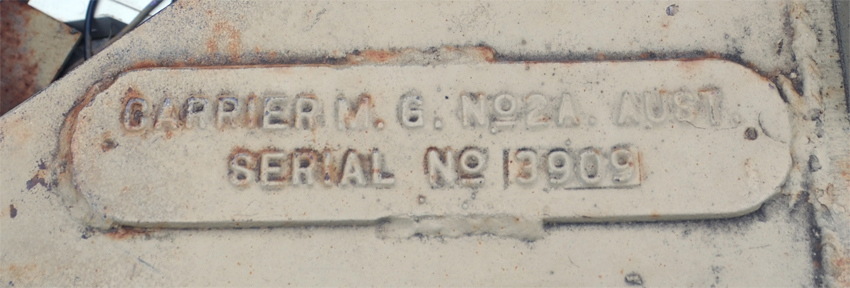
Número de série do Universal Carrier exibido em Roma.

A produção do Universal Carrier começou em 1934 e terminou em 1960. Antes do projeto Universal ser introduzido, os veículos eram produzidos pela Aveling and Porter, a Bedford Vehicles, a filial britânica da Ford Motor Company, a Morris Motors Limited, a Sentinel Waggon Works. e a empresa Thornycroft company. Com a introdução do projeto Universal, a produção no Reino Unido foi realizada por Aveling-Barford , Ford, Sentinel, Thornycroft e Wolseley Motors . Em 1945, a produção chegou a aproximadamente 57.000 de todos os modelos, incluindo cerca de 2.400 primeiros.
Os Universal Carriers, tiveram diferentes variantes, ele também foi produzido em países aliados. A Ford Motor Company do Canadá fabricou cerca de 29.000 veículos, conhecidos como o Universal Carrier Ford C01UC. Um número menor deles também foram produzidos na Austrália (cerca de 5.000), onde os cascos foram feitos em Victoria e Adelaide, no sul da Austrália. Cerca de 1.300 foram produzidos na Nova Zelândia.
Os Estados Unidos também fabricaram Universal Carriers para uso dos aliados com os motores GAE, GAEA e Ford flathead V8. Cerca de 20.000 foram produzidos.

## Utilizadores
Muitas variantes do Transportador Universal Britânico foram colocadas em campo e usadas pelas forças armadas dos seguintes países, entre muitas outras:

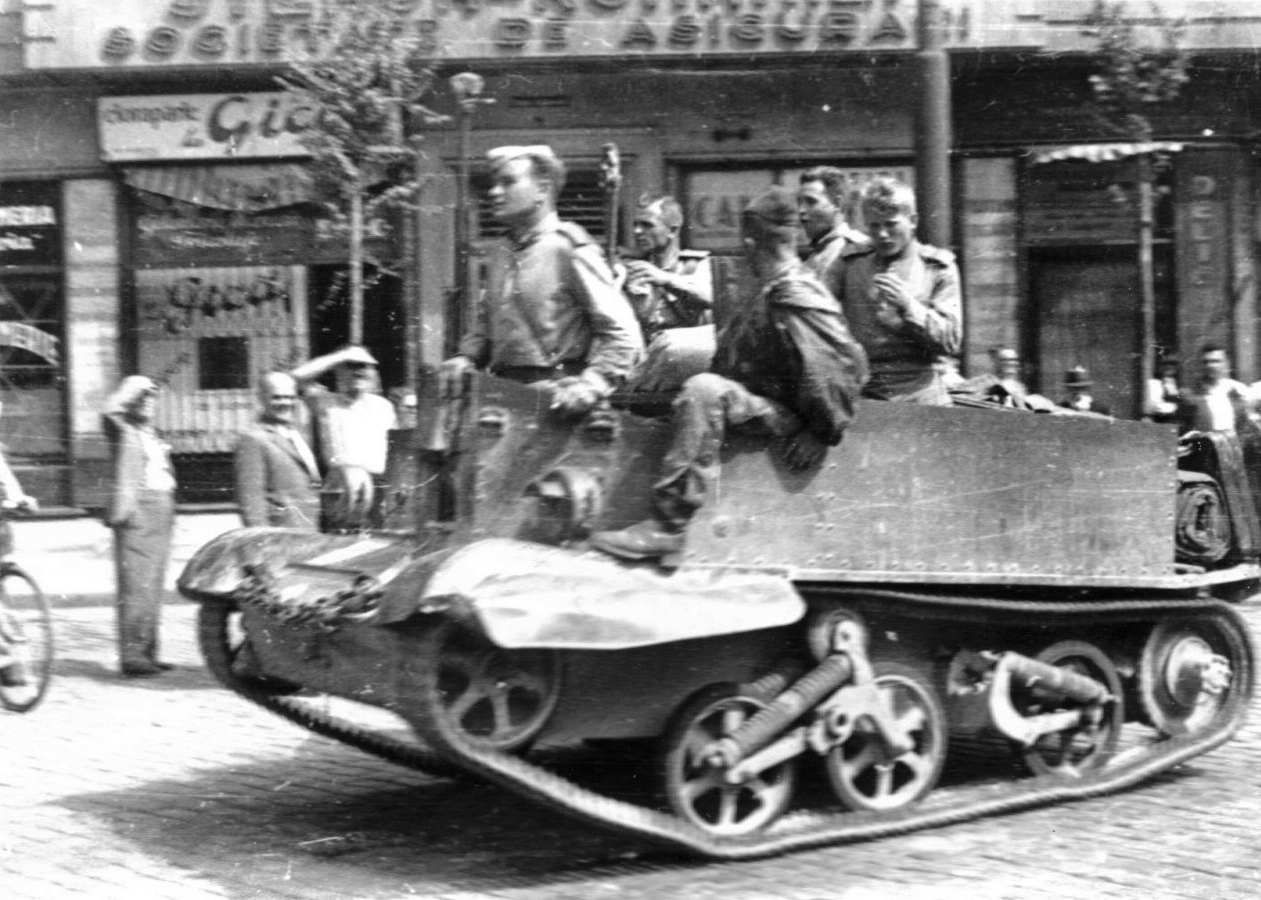
Soldados soviéticos do Exército Vermelho viajando em um transportador universal britânico que ganhou do Reino Unido sob o programa americano Lend-Lease perto de Boulevard de Carol I na capital romena de Bucareste, em agosto de 1944.

### Período pré-guerra/Segunda guerra mundial
- Austrália[5]
- Bélgica (Usado pelas forças belgas no exílio nas regiões do Oriente Médio durante a guerra, depois que o país foi invadido e ocupado pela Alemanha nazista em 1940)
- Canada[6]
- China: A China recebeu 1500 Universal Carriers doados pela Austrália durante a guerra,[7]  O Exército chinês colaboracionista (pró-japonês) também recebeu transportadoras capturadas em Singapura pelos japoneses.[8]
- Checoslováquia Foi usado pelo 11º batalhão tchecoslovaco no Oriente Médio, nas versões Mk.Is, Mk.IIs, Mk.IIIs, Morteiros foram usados pela Brigada Blindada da Checoslováquia no Reino Unido e Europa Ocidental, 15 Universal Carriers Mk.II recebidos da URSS servirão no I Corpo do Exército Checoslovaco na Frente Oriental)[9].
- França: usado pelas forças francesas livres[10]
- Alemanha Nazi (pela Wehrmacht alemã, que operava um pequeno número de Universal Carriers apreendidos ou capturados principalmente do Reino Unido)
- Grecia (usado por tropas gregas livres após a tomada e ocupação alemã nazista, os gregos usaram no Oriente Médio junto com as forças militares belgas exiladas)[11]
- Governo Provisório da Índia Livre: O Exército Nacional Indiano recebeu Universal Carriers capturados pelo Japão após a queda de Singapura.[8]
- República da Irlanda: A Irlanda recebeu em 1940 26 Mk, e entre 1943 a 1945 200 Mk II .[12] eles ficaram em serviço até o ano de 1960.[13]
- Reino da Itália: alguns Universal Carriers capturados foram usados pela unidade Regio Esercito do Exército Italiano [14] e uma cópia produzida localmente o Fiat 2800.[15]
- Governo holandês no exílio:  usado pela Brigada de Infantaria Motorizada da Holanda.[16]
- Polônia: operada pelas Forças Armadas Polonesas no exílio no Ocidente [17]
- Reino Unido (o principal operador na Segunda Guerra Mundial)
- Estados Unidos (Contava com 57 unidades com tropas canadenses em Hong Kong, essas unidades estavam nas Filipinas quando os japoneses invadiram Hong Kong e as Filipinas, 40 unidades foram operadas pelo 1º Grupo Provisório de Tanques dos EUA[18])
- União Soviética (recebeu 200[5] antes do final de 1941 e  mais 2,560 Universal Carriers até o final da Segunda Guerra Mundial em 1945[19])
- Tailândia (Contava com 118 unidades operado-as em 1944, foram possivelmente fornecidas (secretamente) pelo Reino Unido)
- Partisans iugoslavos[20]
- Nova Zelândia[21]

### Pós-guerra
- Afeganistão[22]
- Argentina (250 unidades, incluindo o T-16, fornecidos pelo Reino Unido entre 1946 e 1950)[23]
- Biafra (muito provavelmente obtida por um traficante de armas francês, com alguns convertidos e modificados localmente com armadura extra[24])
- Costa Rica
- Egito[13] (possivelmente fornecido pelas forças britânicas do Oriente Médio)
- França (Algumas unidades foram usadas pelo Corpo Expedicionário do Extremo Oriente Francês, o CEFEO, lutando na Indochina[25])
- Israel[13] (recebeu muitas unidades das tropas britânicas na Palestina, além de comprá-los de sucateiros de vários países europeus após a Segunda Guerra Mundial e capturá-los do Egito entre seus conflitos)
- Kuwait
- Alemanha (a Bundeswehr recebeu 100 unidades do Reino Unido em 1956) )[13]
- Países Baixos: operou unidades do Universal Carrier após a Segunda Guerra Mundial (possivelmente do Reino Unido), especialmente na guerra de independência da Indonésia (Índias Orientais Holandesas) entre 1945 e 1949, como parte da Revolução Nacional da Indonésia. Um pequeno número foi capturado e subsequentemente, assumido pelos novos militares da República da Indonésia. Alguns estavam armados com o Rifle sem recuo M40.[13]
- Suíça (usou predominantemente as versões norte-americanas "T16" do Universal Carrier até possivelmente o início dos anos 60)

## Galeria

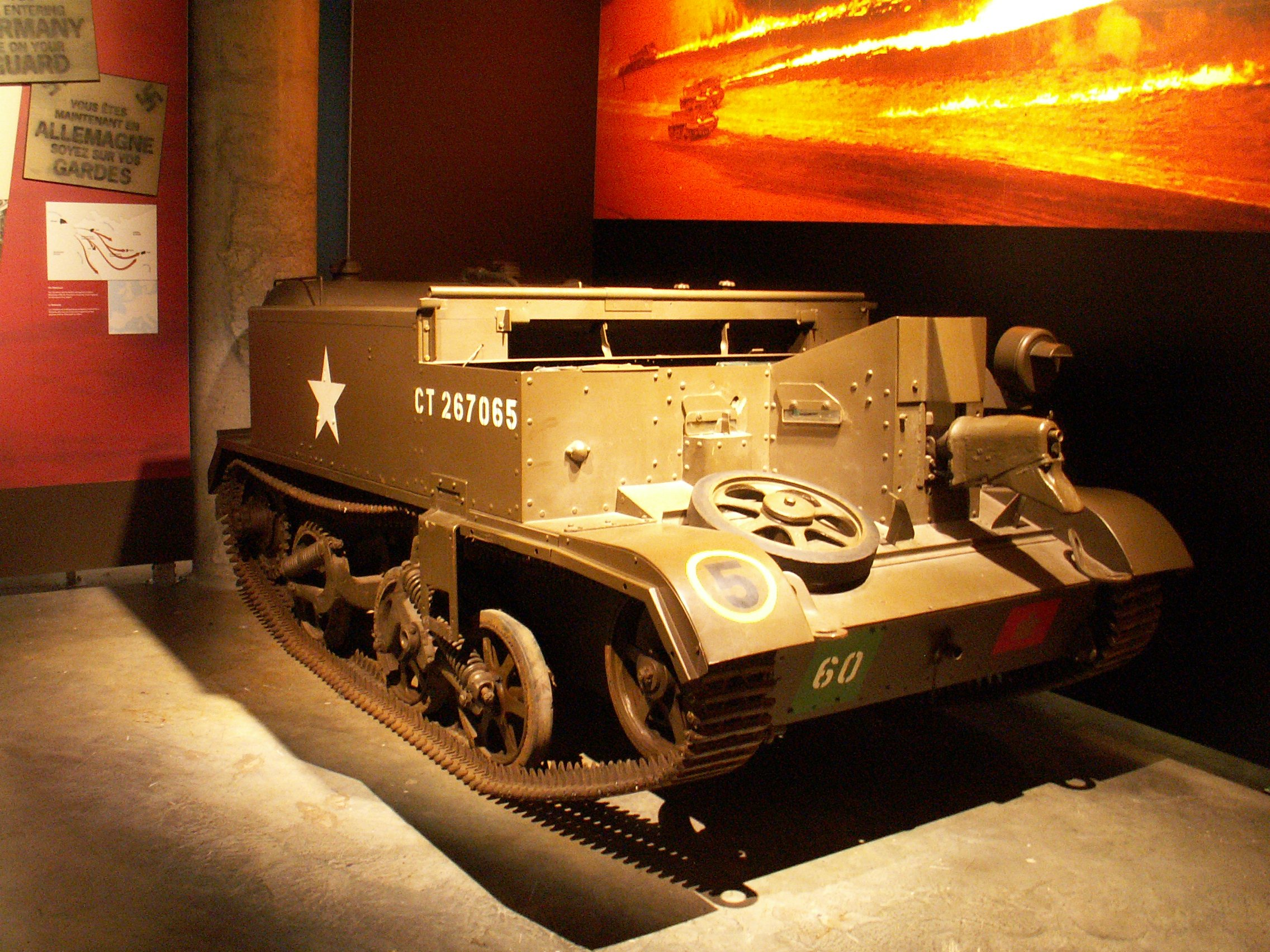
Um tanque lança-chamas de vespa em exposto no Canadian War Museum
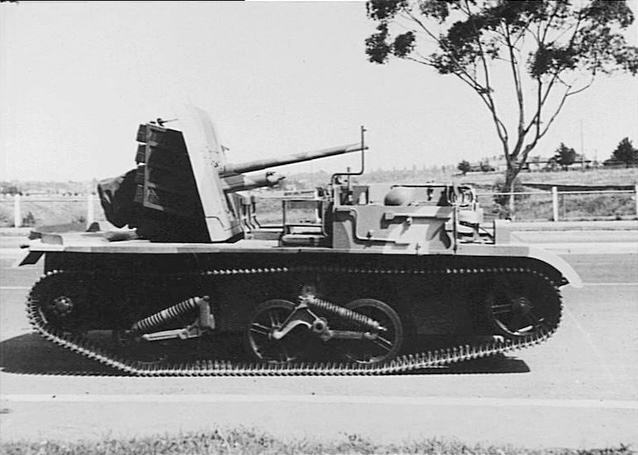
Uma variante do Universal Carrier equipado com um canhão antitanque, construído na Austrália.
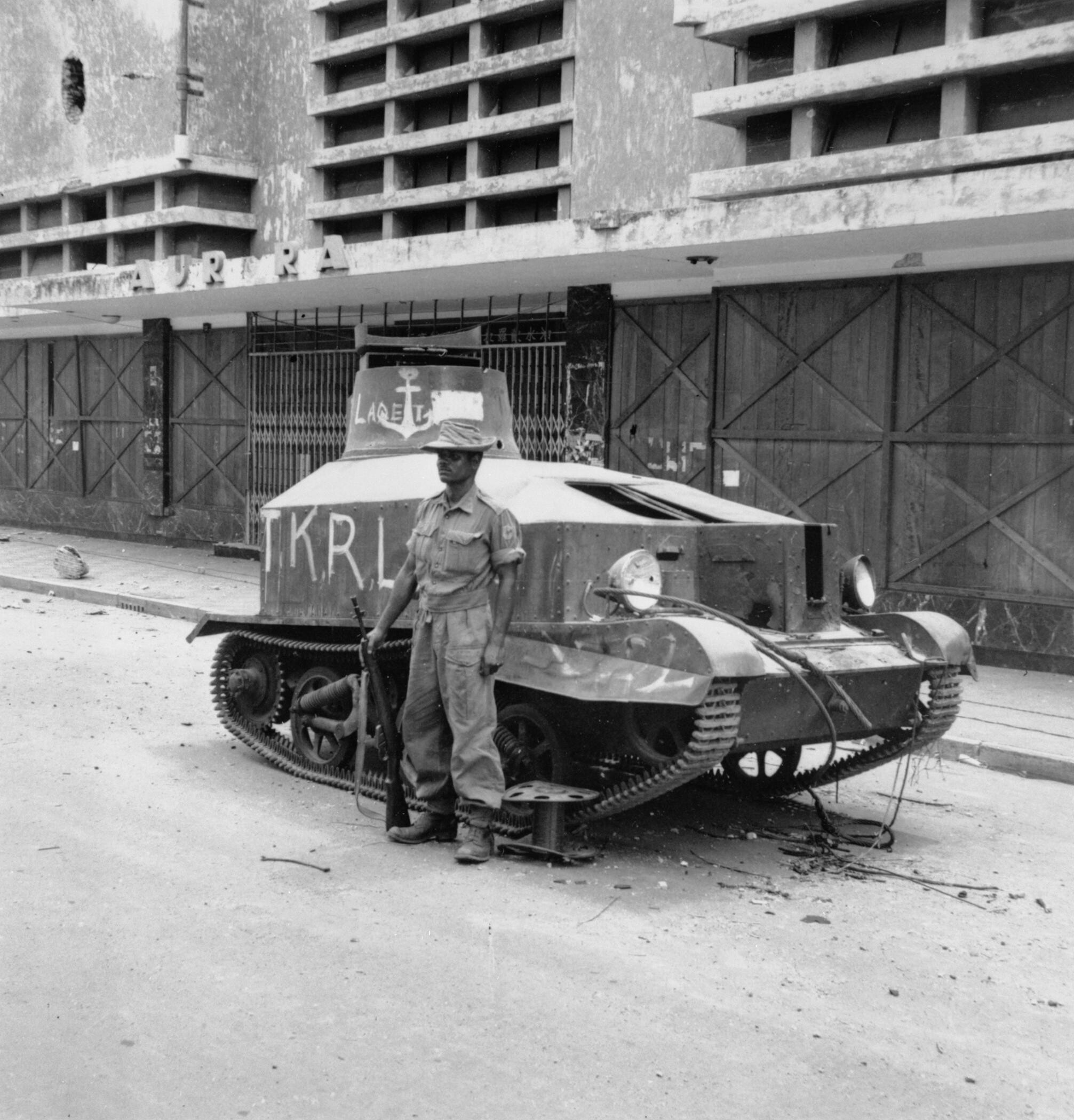
Um soldado britânico guarda um Universal Carrier significativamente modificado, ele tinha sido capturado e usado pela milícia nacionalista indonésia durante a Batalha de Surabaya na Revolução Nacional da Indonésia
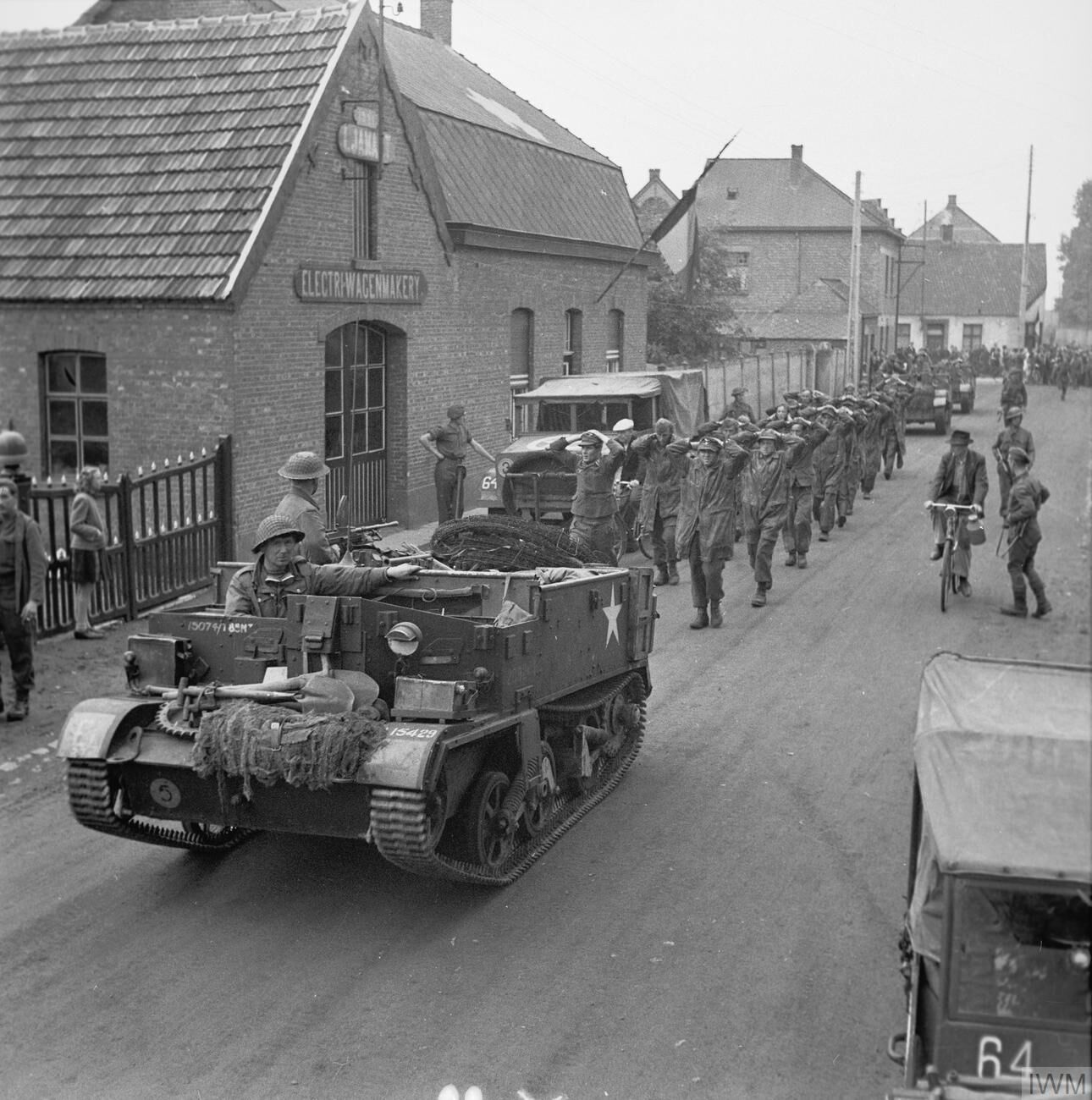
Um Universal Carrier do Exército Britânico leva alguns prisioneiros de guerra alemães para alguma cidade européia.
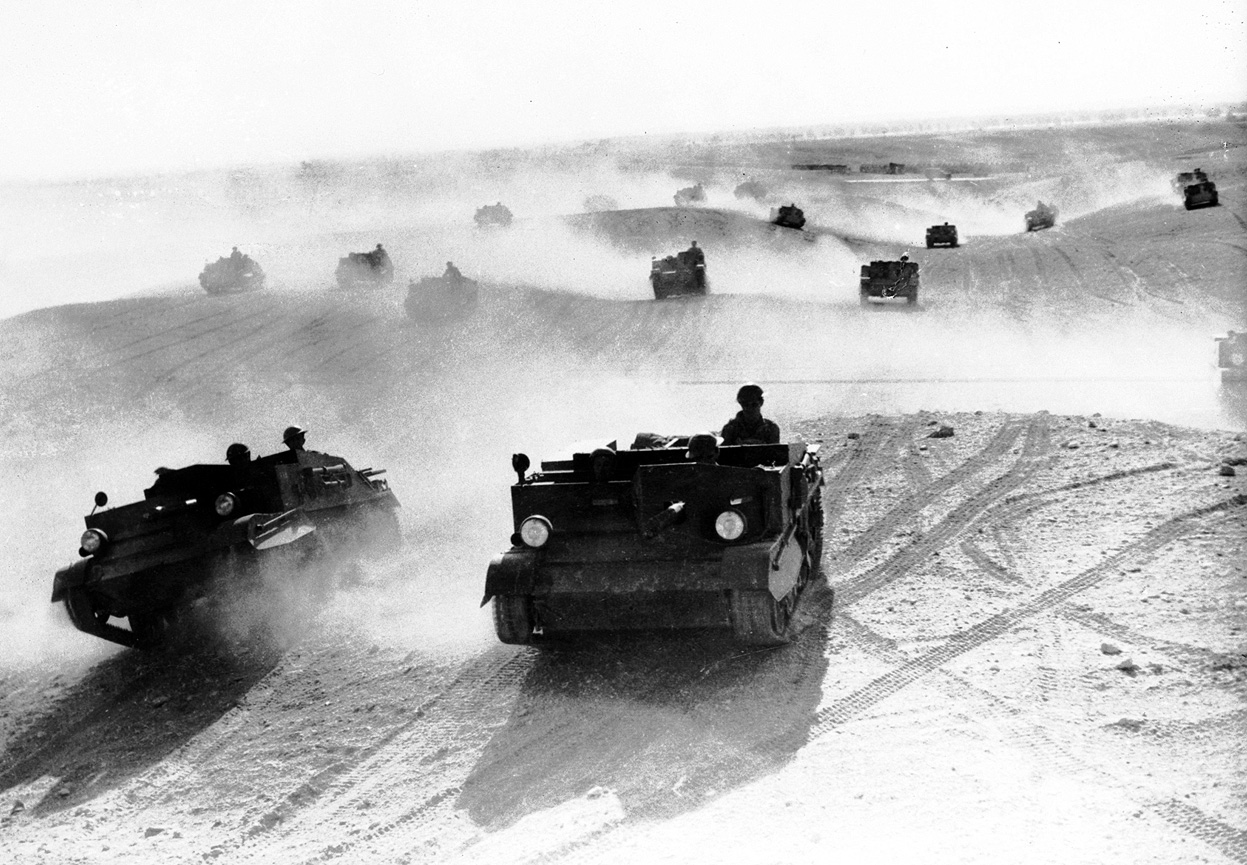
Soldados australianos dirigindo Universal Carriers para Bardia, Líbia, janeiro de 1941